# 高久龙
高久龙（1989年7月27日—），是一名中国足球运动员，现效力中国足球超级联赛球队广州富力，司职后卫。

## 俱乐部生涯
高久龙自幼加盟家乡球队沈阳金德青训体系，2007年随队南迁长沙，2009年被提升进入长沙金德一线队。在进入一队的前两个赛季，他并没有得到出场机会。2010赛季结束后长沙金德联赛排名垫底降级，球队被转卖到深圳成立深圳凤凰足球俱乐部参加2011赛季中甲联赛，高久龙选择留守。2011年4月8日，高久龙在深圳凤凰客场0比3不敌延边长白虎的比赛中首发登场，上演职业生涯的联赛首秀。 赛季中，深圳凤凰又被转卖到广州成立广州富力足球俱乐部，并最终以联赛亚军的成绩重返中超，高久龙在这个赛季中联赛出场5次，其中3次主力，2次替补。
2013年7月，他被租借到中国足球乙级联赛球队沈阳东进半个赛季。
2014年7月，高久龙与梁岩峰一同被租借到中国足球乙级联赛球队南京钱宝半个赛季。